# HX Волка
HX Волка (лат. HX Lupi), HD 125721 — кратная звезда в созвездии Волка на расстоянии приблизительно 3115 световых лет (около 955 парсеков) от Солнца. Возраст звезды определён как около 11,8 млн лет.
Пара первого и второго компонентов — двойная вращающаяся эллипсоидальная переменная звезда (ELL:). Видимая звёздная величина звезды — от +6,15m до +6,09m. Орбитальный период — около 1,5439 суток.

## Характеристики
Первый компонент (CCDM J14226-4819A) — бело-голубая звезда спектрального класса B2II/III, или B1III, или B3. Масса — около 6,348 солнечных, радиус — около 14,824 солнечных, светимость — около 3110,44 солнечных. Эффективная температура — около 14039 K.
Второй компонент (CCDM J14226-4819P). Удалён на 0,2 угловой секунды.
Третий компонент — красный карлик спектрального класса M. Масса — около 211,02 юпитерианских (0,2014 солнечной). Удалён на 2,769 а.е..
Четвёртый компонент (TYC 8281-2949-2) — белая звезда спектрального класса A. Видимая звёздная величина звезды — +10m. Эффективная температура — около 9532 K. Удалён на 4,4 угловых секунды.